# Solefald
Solefald est un groupe de black metal et metal avant-gardiste norvégien, originaire d'Oslo. Le groupe est formé par le duo Cornelius Jakhelln et Lars A. Nedland alias Lazare. Solefald est considéré comme un groupe de metal avant-gardiste fortement influencé par le black metal, notamment sur les quatre premiers albums. Les deux albums suivants sont plutôt orientés vers le viking metal, de par les textes ayant un lien direct avec la mythologie nordique.

## Biographie
Le groupe est formé en 1995 à Oslo. Cette même année, le groupe enregistre sa première chanson When the Moon Is On the Wave. Ils publient leur démo Jernlov en 1996, qui est dans la lignée du black metal traditionnel. Le groupe signe au label milanais Avantgarde Music, également en 1996. En juillet 1997, publie une suite à leur démo intitulée The Linear Scaffold. En 1998, le groupe entre en studio d'enregistrement et prépare sa première tournée. Le groupe tourne en Europe avec le groupe de metal symphonique Haggard et le groupe de metal gothique Tristania. À cette période un duo, le groupe recrute John Erik Jacobsen (aka Didrik von PanzerDanzer) comme second guitariste. Le batteur Tarald Lie et l'ancien membre de Dimmu Borgir Jens-Petter Sandvik à la basse complètent la formation de Solefald.
En 1999, le groupe publie son deuxième album studio, Neonism le 24 septembre. L'album intègre des éléments musicaux de black metal, pop, musique classique, punk, et metal progressif. L'album est accueilli d'une manière mitigée par la presse spécialisée, certains critiquant le style trop aventureux. Le groupe est également menacé de mort aux États-Unis à cause de cet album considéré comme une abomination au black metal. D'autres cependant félicitent la qualité des enregistrements. Après cet album, Solefald demeure silencieux pendant un moment. Lazare se joint au groupe de black metal Borknagar endossant les rôles de claviériste et choriste. En 2000, Borknagar publie son premier album aux côtés de Lazare, intitulé Quintessence.
En 2001, Solefald revient avec un troisième album, Pills Against the Ageless Ills, publié le 19 septembre 2001 au label allemand Century Media. 2003 assiste à la sortie de l'album In Harmonia Universali le 24 mars. L'album contient 10 chansons et est chanté en quatre langues incluant anglais, norvégien, français, et allemand,. Ils font usage d'un grand piano Steinway, de chœurs masculins, de guitare acoustique, de violon, et de saxophone. Toujours en 2003, Lazare continue ses projets parallèles en devenant membre du groupe de viking/folk/black metal Ásmegin. En 2004, il se joint au groupe Age of Silence.
En 2005, le groupe part en voyage en Islande, Tekstforfatterfondet, pour écrire son prochain album. Là-bas, ils y enregistrent tellement de chansons qu'ils prévoient de publier deux nouveaux albums plutôt qu'un seul. Cette saga en deux parties est écrit par Cornelius. Le 28 mars, Solefald annonce sa séparation avec Season of Mist. En janvier 2008, un album remix de Solefald, intitulé The Circular Drain, est publié au label indépendant de Cornelius, Von Jackhelln Inhuman. Le groupe finit par signer avec le label norvégien Indie Recordings, en avril 2009, auquel il publie son septième album, Norrøn Livskunst le 5 novembre 2010. Les paroles de Norrøn livskunst sont écrites dans un style høgnorsk,,. Cinq ans après la sortie de Norrøn Livskunst, le groupe publie au début de 2015 l'album World Metal. Kosmopolis Sud aux labels Indie Recordings et Season of Mist,.

## Discographie

### Démo
- 1996 : Jernlov

## Membres

### Membres actuels
- Cornelius - chant, guitare, basse, samples (depuis 1995)[1]
- Lazare - chœurs, clavier, orchestration (depuis 1995)[1]

### Membres de session
- Kjetil D. Pedersen - guitare (depuis 2012)[1]
- Johnar Håland - guitare (depuis 2012)[1]
- Sindre Nedland - clavier, synthétiseur, chœurs (depuis 2012)[1]
- Alexander Lebowski Bøe - basse (depuis 2013)[1]
- Baard Kolstad - batterie (depuis 2013)[1]
- Jens-Petter Sandvik - basse (1998)[1]
- Tarald Lie - batterie (1998)[1]
- Didrik von PanzerDanzer - guitare (1998)[1]